# Buenos Aires canta
Buenos Aires Canta es una película de Argentina en blanco y negro estrenada el 3 de junio de 1947.

## Reparto
- Niní Marshall
- Hugo del Carril
- Azucena Maizani
- Homero Cárpena
- Oscar Alemán
- Oscar Alonso
- Los Lecuona Cuban Boys
- Lilia Bedrune
- Los Mills Brothers
- Chola Luna
- Ernesto Famá
- Francisco Amor